# プレンティス郡 (ミシシッピ州)
プレンティス郡（英: Prentiss County）は、アメリカ合衆国ミシシッピ州の北東部に位置する郡である。2010年国勢調査での人口は25,276人であり、2000年の25,556人から1.1%減少した。郡庁所在地はブーンビル市（人口8,743人）であり、同郡で人口最大の都市でもある。郡名はナチェズ出身の有名な論客サージェント・スミス・プレンティスに因んで名付けられた。

## 地理
アメリカ合衆国国勢調査局に拠れば、郡域全面積は418.24平方マイル (1,083.2 km2)であり、このうち陸地414.93平方マイル (1,074.7 km2)、水域は3.32平方マイル (8.6 km2)で水域率は0.79%である。

### 主要高規格道路
- アメリカ国道45号線
- ミシシッピ州道4号線
- ミシシッピ州道30号線
- ミシシッピ州道145号線

### 隣接する郡
- アルコーン郡 - 北
- ティショミンゴ郡 - 東
- イタワンバ郡 - 南東
- リー郡 - 南西
- ユニオン郡 - 西
- ティッパー郡 - 北西

### 国立保護地域
- ナチェズ・トレイス・パークウェイ（部分）

## 人口動態
以下は2000年の国勢調査による人口統計データである。
| 基礎データ - 人口: 25,556人 - 世帯数: 9,821 世帯 - 家族数: 7,169 家族 - 人口密度: 24人/km2（62人/mi2） - 住居数: 10,681軒 - 住居密度: 10軒/km2（26軒/mi2） 人種別人口構成 - 白人: 85.85% - アフリカン・アメリカン: 12.94% - ネイティブ・アメリカン: 0.18% - アジア人: 0.16% - その他の人種: 0.17% - 混血: 0.70% - ヒスパニック・ラテン系: 0.69% | 年齢別人口構成 - 18歳未満: 25.0% - 18-24歳: 11.6% - 25-44歳: 27.1% - 45-64歳: 22.4% - 65歳以上: 13.9% - 年齢の中央値: 35歳 - 性比（女性100人あたり男性の人口） - 総人口: 94.1 - 18歳以上: 89.4 世帯と家族（対世帯数） - 18歳未満の子供がいる: 33.7% - 結婚・同居している夫婦: 56.3% - 未婚・離婚・死別女性が世帯主: 12.6% - 非家族世帯: 27.0% - 単身世帯: 24.9% - 65歳以上の老人1人暮らし: 12.0% - 平均構成人数 - 世帯: 2.52人 - 家族: 3.00人 | 収入と家計 - 収入の中央値 - 世帯: 28,446米ドル - 家族: 35,125米ドル - 性別 - 男性: 26,862米ドル - 女性: 19,766米ドル - 人口1人あたり収入: 14,131米ドル - 貧困線以下 - 対人口: 16.5% - 対家族数: 13.1% - 18歳未満: 18.6% - 65歳以上: 22.4% |

## 都市と町

### 都市
- ボールドウィン（一部はリー郡）
- ブーンビル - 郡庁所在地

### 町
- ジャンパータウン
- マリエッタ

### 未編入の町
- アルティテュード
- ニューサイト
- スラッシャー
- ウィーラー